# جبريل دي كاستيلا
جبريل دي كاستيلا (بالإسبانية: Gabriel de Castilla)‏ هو مستكشف وعسكري إسباني، ولد في 1577 في بالنثيا في إسبانيا، وتوفي في 1620 في ليما في بيرو.